# Saint-Papoul
Saint-Papoul (occitanisch: Saint-Pàpol) ist eine südfranzösische Gemeinde mit 832 Einwohnern (Stand 1. Januar 2022) im Département Aude in der Region Okzitanien.

## Lage
Saint-Papoul liegt im Herzen der alten Kulturlandschaft des Lauragais in einer Höhe von etwa 170 Metern ü. d. M. und etwa 35 Kilometer (Fahrtstrecke) nordwestlich von Carcassonne bzw. etwa 8,5 Kilometer östlich von Castelnaudary. Das Gemeindegebiet wird im Westen vom Flüsschen Argentouire durchquert.

## Bevölkerungsentwicklung
| Jahr      | 1962 | 1968 | 1975 | 1982 | 1990 | 1999 | 2006 | 2016 |
| Einwohner | 602  | 617  | 678  | 673  | 762  | 770  | 777  | 818  |

Im 19. Jahrhundert hatte der Ort stets zwischen 1000 und 1400 Einwohner. Die Mechanisierung der Landwirtschaft und der damit verbundene Verlust von Arbeitsplätzen führte seitdem zu einem deutlichen Rückgang der Einwohnerzahl.

## Wirtschaft
Die Umgebung des Ortes ist immer noch geprägt von der Landwirtschaft, die sich im ausgehenden Mittelalter und der frühen Neuzeit hauptsächlich auf den Anbau von Färberwaid (pastel) konzentrierte. Der Import von Indigo führte ab dem 18. Jahrhundert zu einem allmählichen wirtschaftlichen Niedergang und die Bauern wandten sich wieder der ‚normalen‘ Landwirtschaft zu. Im ausgehenden 20. Jahrhundert ist der Tourismus in Form der Vermietung von Ferienwohnungen (gîtes) als Wirtschaftsfaktor hinzugekommen.

## Geschichte
Bereits im 8. Jahrhundert wurde in einem zur damaligen Zeit abgelegenen Gebiet die Benediktiner-Abtei Saint-Papoul gegründet, um die herum sich allmählich der heutige Ort entwickelte. Im Jahre 1317 erhob Papst Johannes XXII. die Abtei zum Bischofssitz, welcher bis zur Französischen Revolution Bestand hatte. Über Zerstörungen während der Albigenserkreuzzüge (1209–1229), des Hundertjährigen Krieges (1337–1453) oder der Hugenottenkriege (1562–1598) ist nichts bekannt.

## Sehenswürdigkeiten

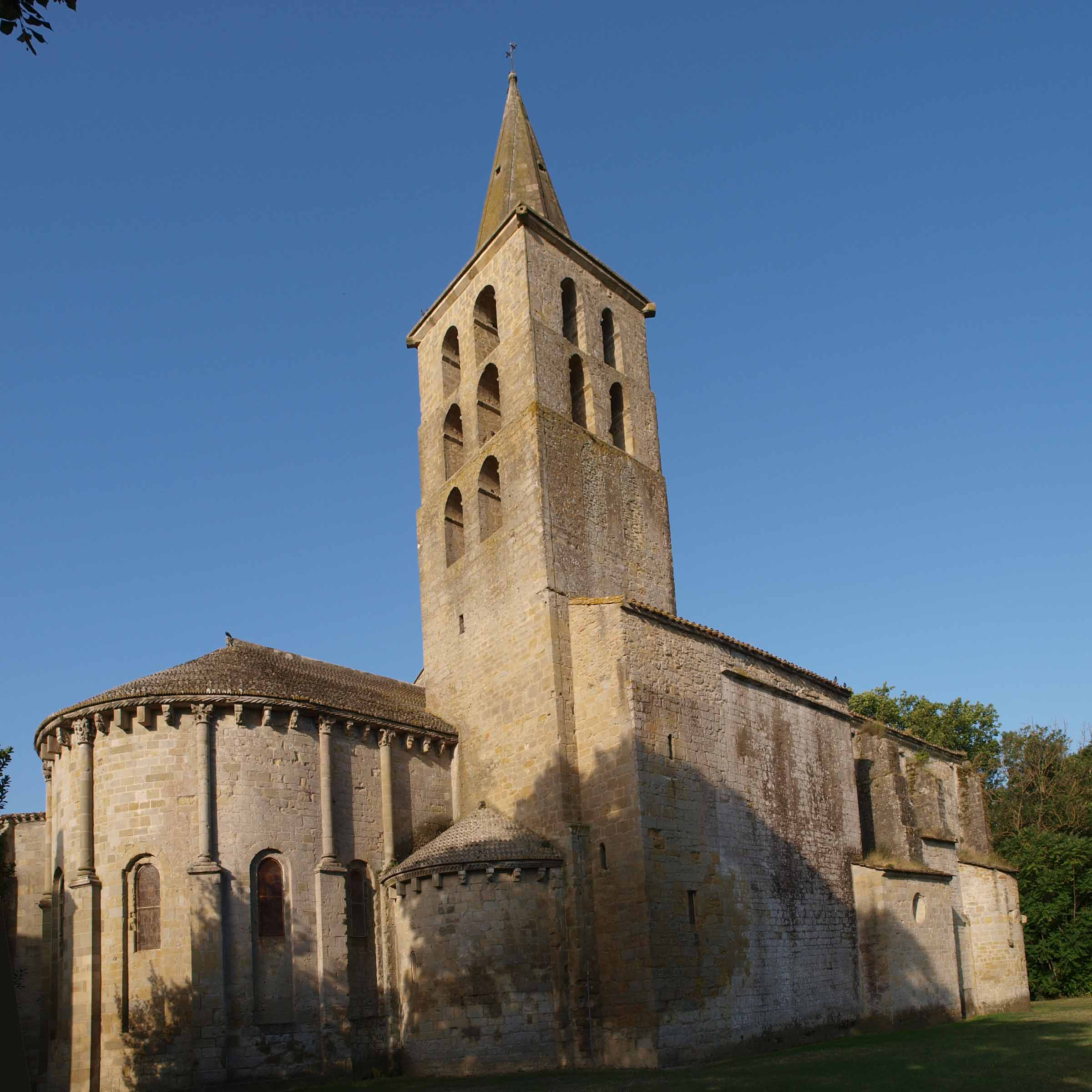
Saint-Papoul – Abteikirche / Kathedrale

### Ehemalige Abtei Saint-Papoul
Der vergleichsweise gut erhaltene ehemalige Klosterkomplex bestehend aus Abteikirche, Kreuzgang, Kapitelsaal, Refektorium etc. wurde bereits seit dem Jahr 1846 als Monument historique anerkannt.

### Sonstige
- Der Bischofspalast schließt südlich an die Abtei an. Er wurde im 15. Jahrhundert restauriert, doch seine heutige Erscheinung stammt weitgehend aus dem 17. und 18. Jahrhundert. Er wurde in den Jahren 1943 bzw. 2007 in die Liste der Monuments historiques[2] aufgenommen.
- Die Porte de l’Est, ein wehrhafter aber schmuckloser Zugang zum ehemaligen Abteibezirk, stammt aus dem 13. Jahrhundert und ist seit 1926 als Monument historique[3] anerkannt.
- Mit dem Bau des Château de Ferrals wurde im Jahr 1567 begonnen. Noch vor seiner endgültigen Fertigstellung sah es den Besuch des französischen Königs Karl IX. und seiner Mutter Katharina von Medici. Das Bauwerk ist seit 1927 als Monument historique[4] anerkannt.